# Іванченко Євген Миколайович
Євге́н Микола́йович Іва́нченко (21 травня 1978, Ватутіне, Черкаська область — 8 серпня 2015, Широкине, Волноваський район, Донецька область) — учасник АТО. Старшина 2 статті. Стрілець. Оператор протитанкового взводу. 501-й окремий батальйон морської піхоти. Нагороджений орденом «За мужність» III ступеня (посмертно). Нагороджено відзнакою «За особливі заслуги перед Черкащиною» (серпень 2015).

## Життєпис
Закінчив Ватутінську загальноосвітню школу № 2 (1993). Був призваний на військову службу 25 квітня 2015 року

### Обставини загибелі
Загинув 8 серпня 2015 року від вогнепального поранення у голову поблизу села Широкине (Волноваський район Донецька область) у стрілецькому бою з диверсійно-розвідувальною групою противника..
Місце поховання: м. Багачеве, Черкаська область.
Указом Президента України № 9/2016 від 16 січня 2016 року, «за особисту мужність і високий професіоналізм, виявлені у захисті державного суверенітету та територіальної цілісності України, вірність військовій присязі», нагороджений орденом «За мужність» III ступеня (посмертно).
13 жовтня 2015 року в приміщенні Ватутінської загальноосвітньої школи № 2 була встановлена пам'ятна дошка на честь загиблого випускника.

### Сімейний стан
Залишилися батьки, сестра та двоє дітей — син і донька.

## Вшанування пам'яті
У Багачевому існує вулиця Євгена Іванченка.